# سیدنی مورتون
سیدنی مورتون (زادهٔ ۱۹۸۵) بازیگر صحنه و تلویزیون، خواننده و رقصنده آمریکایی است. به گفته مورتون، پدربزرگ مادری او در برادوی در سال ۱۹۳۳ در فرار کن چیلون کوچولو، یک مجله کاملاً سیاه‌پوست ظاهر شد و پدربزرگ پدری او در دوران رنسانس هارلم به‌طور حرفه‌ای می‌رقصید. هیچ‌یک از والدین او در صنعت سرگرمی نیستند. مورتون در ۴ سالگی شروع به رقصیدن کرد. او در سال ۲۰۰۴ از دبیرستان سیکامور در سینسیناتی فارغ‌التحصیل شد. زمانی که در مدرسه بود برای کالج-کنسرواتوار موسیقی، باله سینسیناتی و ارکستر سینسیناتی پاپ می‌رقصید. او در دانشگاه میشیگان تحصیل کرد و در سال ۲۰۰۸ در رشته تئاتر موزیکال فارغ‌التحصیل شد. او در آکادمی سلطنتی هنرهای دراماتیک تحصیل کرد.
از سال ۲۰۲۱ مورتون در منهتن با همسرش، بازیگر همکارش پرستون بوید زندگی می‌کرد.